# Rajko Tavčar
Rajko Tavčar (Kranj, 1974. július 21. –), szlovén válogatott labdarúgó.
A szlovén válogatott tagjaként részt vett a 2002-es világbajnokságon.